# Католичка црква у Бачком Петровцу
Католичка црква у Бачком Петровцу је црква у Бачком Петровцу, у улици 14. Војвођанске ударне Словачке бригаде.

## Историја цркве
У почетку је Петровац био насељен припадницима евангелизма. Након доласка досељеника из Хрватске и БиХ 1937. године је католички бискуп Лајчо Будановић почео градити цркву посвећену Светом Адалберту. Католичка црква је била под јурисдикцијом футошке католичке цркве. Након Другог светског рата, повећава се број католика, када се досељава неколико породица из Босне.